# Skeleton-Juniorenweltmeisterschaft 2009
Die Skeleton-Juniorenweltmeisterschaft 2009 war die siebte Austragung der Skeleton-Juniorenweltmeisterschaft und fand zwischen den 12. und dem 18. Januar 2009 auf der Kunsteisbahn Königssee im Schönauer Ortsteil Königssee statt. Die deutsche Mannschaft konnte ihren Heimvorteil nutzten. Während es bei den Damen einen deutschen Doppelsieg gab, konnten die Männer sogar einen Dreifachsieg einfahren. Katharina Heinz sicherte sich nach zwei Silbermedaillen (2007 und 2008) den Junioren-Weltmeistertitel. Bei den Männern gewann die Junioren-Weltmeisterschaft Sandro Stielicke.

## Teilnehmende Nationen
| Europa (11 Nationen) |                                                                      |
| --- | -------------------------------------------------------------------- |
| \| - Deutschland - Italien - Österreich - Rumänien - Russland - Schweiz \| - Serbien - Slowakei - Spanien - Tschechien - Vereinigtes Königreich \| |                                                                      |
| Amerika (2 Nationen) |                                                                      |
| - Vereinigte Staaten - Kanada |                                                                      |
| Asien (1 Nation) |                                                                      |
| - Japan |                                                                      |
| Ozeanien (1 Nation) |                                                                      |
| - Neuseeland |                                                                      |
| - Deutschland - Italien - Österreich - Rumänien - Russland - Schweiz                                                                               | - Serbien - Slowakei - Spanien - Tschechien - Vereinigtes Königreich |

## Medaillenspiegel
| Platz | Land        |   |   |   |   |
| ----- | ----------- | - | - | - | - |
| 1     | Deutschland | 2 | 2 | 1 | 5 |
| 2     | Russland    | – | – | 1 | 1 |
| Total | Total       | 2 | 2 | 2 | 6 |

## Medaillengewinner
| Wettbewerb | Gold             | Gold        | Silber         | Silber      | Bronze            | Bronze      |
| Wettbewerb | Sportler         | Leistung    | Sportler       | Leistung    | Sportler          | Leistung    |
| ---------- | ---------------- | ----------- | -------------- | ----------- | ----------------- | ----------- |
| Frauen     | Katharina Heinz  | 1:39,48 min | Sarah Sartor   | 1:39,78 min | Jelena Judina     | 1:41,06 min |
| Männer     | Sandro Stielicke | 1:36,18 min | David Lingmann | 1:36,64 min | Alexander Gassner | 1:36,79 min |